# Теков

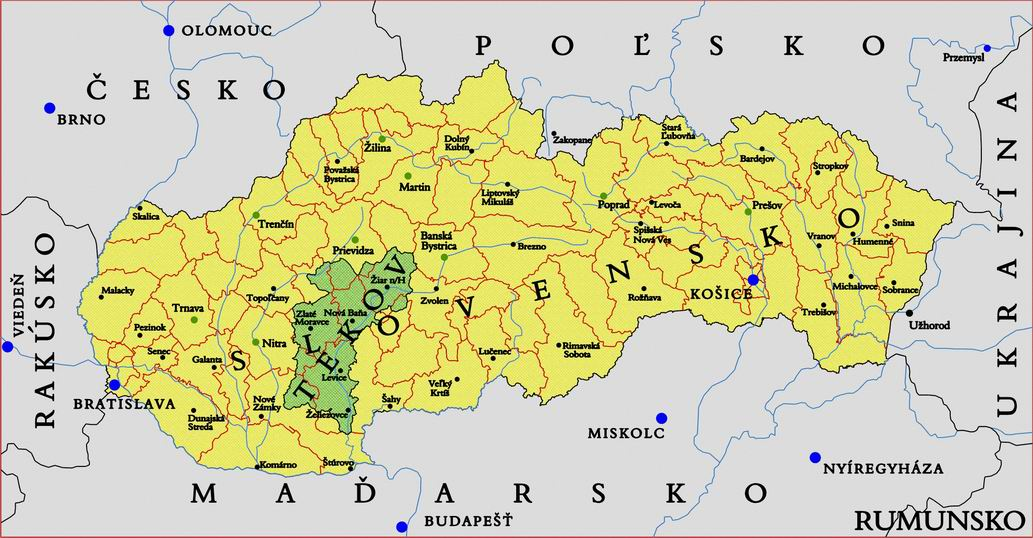
Теков

Теков (словац. Tekov, венг. Bars) — историческая область Словакии. Располагается на части территории современных районов Жьяр-над-Гроном, Жарновица, Злате-Моравце, Левице.

## География
Долина реки Грон.

## Центр
До 1321 Тековски Град (ныне дер. Стари-Теков), потом Левице, Топольчьянки и наконец Злате-Моравце.